# Proctoporus spinalis
Proctoporus spinalis — вид ящірок родини гімнофтальмових (Gymnophthalmidae). Ендемік Перу.

## Поширення і екологія
Proctoporus spinalis мешкають в Перуанських Андах, в регіонах Уануко, Паско і Хунін. Вони живуть у вологих гірських і хмарних тропічних лісах, у вторинних лісах і на пасовищах. Зустрічаються на висоті від 3010 до 3310 м над рівнем моря.